# Sumiyoshi-ku
Sumiyoshi-ku (住吉区?) è uno dei 24 quartieri di Ōsaka, in Giappone.